# Animaniacs: Lights, Camera, Action!
Animaniacs: Lights, Camera, Action! je akční videohra pro kapesní konzole Nintendo DS a Game Boy Advance. Vyvinula ji společnost Warthog Games a vydala Ignition Entertainment. Hra je založena na kresleném seriálu Animáci. Vzhledem k tomu, že seriál skončil o sedm let dříve a film Wakko's Wish byl jeho zakončením, byl tento titul posledním oficiálním vystoupením postav až do premiéry rebootu v roce 2020. Jedná se také o poslední hru, kterou vyvinula společnost Warthog před svým uzavřením v roce 2006.

## Hratelnost
Základ hratelnosti spočívá v běhu po scéně v izometrickém úhlu kamery, vyhýbání se nepřátelům, hledání klíčů k odemknutí dveří a řešení hádanek. V každé etapě je přítomen režisér, který hráče instruuje, co má dělat dál, aby film dokončil. Na konci většiny etap se nachází boss, kterého je třeba porazit.
Hráč může změnit postavu nalezením „dveří etapy“ a poté si zahrát hru „polka dottie“. Hráči nemohou ve hře zemřít, mají však omezený čas na dokončení každé etapy. Čas je symbolizován filmovými kotouči. Pokud se hráč dotkne nepřítele, hra začíná znovu od místa, kde hráč naposledy promluvil s režisérem.

## Synopse
Animáci způsobili studiu Warner Bros. chaos a finanční škody, což se nelíbí řediteli studia Thaddeusovi Plotzovi. Místo výpovědi sourozence Warnery pověří natočením tří filmů, jejichž výtěžek použije na vyřešení finančních problémů studia.

## Přijetí
Hra obdržela převážně negativní recenze. Agregátor Metacritic udělil verzi pro Nintendo DS 39 bodů ze 100, zatímco verzi pro Game Boy Advance udělil o něco vyšší hodnocení, a to 43 bodů ze 100. Naopak agregátor GameRankings udělil verzi pro Nintendo DS 44,30 % a verzi pro Game Boy Advance 46,22 %.